# Georg Wilhelm Detharding (Jurist)

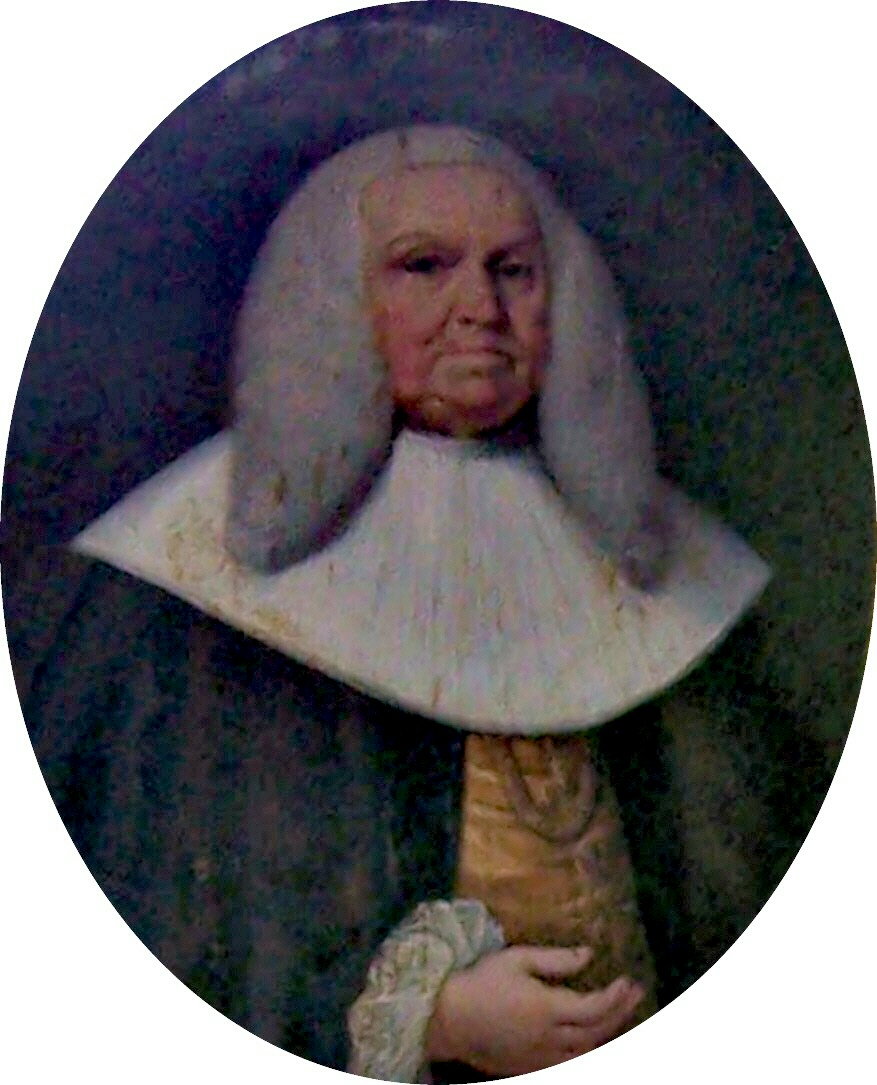
Georg Wilhelm Detharding

Georg Wilhelm Detharding (* 18. Januar 1701 in Güstrow; † 22. Dezember 1782 in Lübeck) war ein deutscher Jurist und Bürgermeister der Hansestadt Lübeck.

## Leben

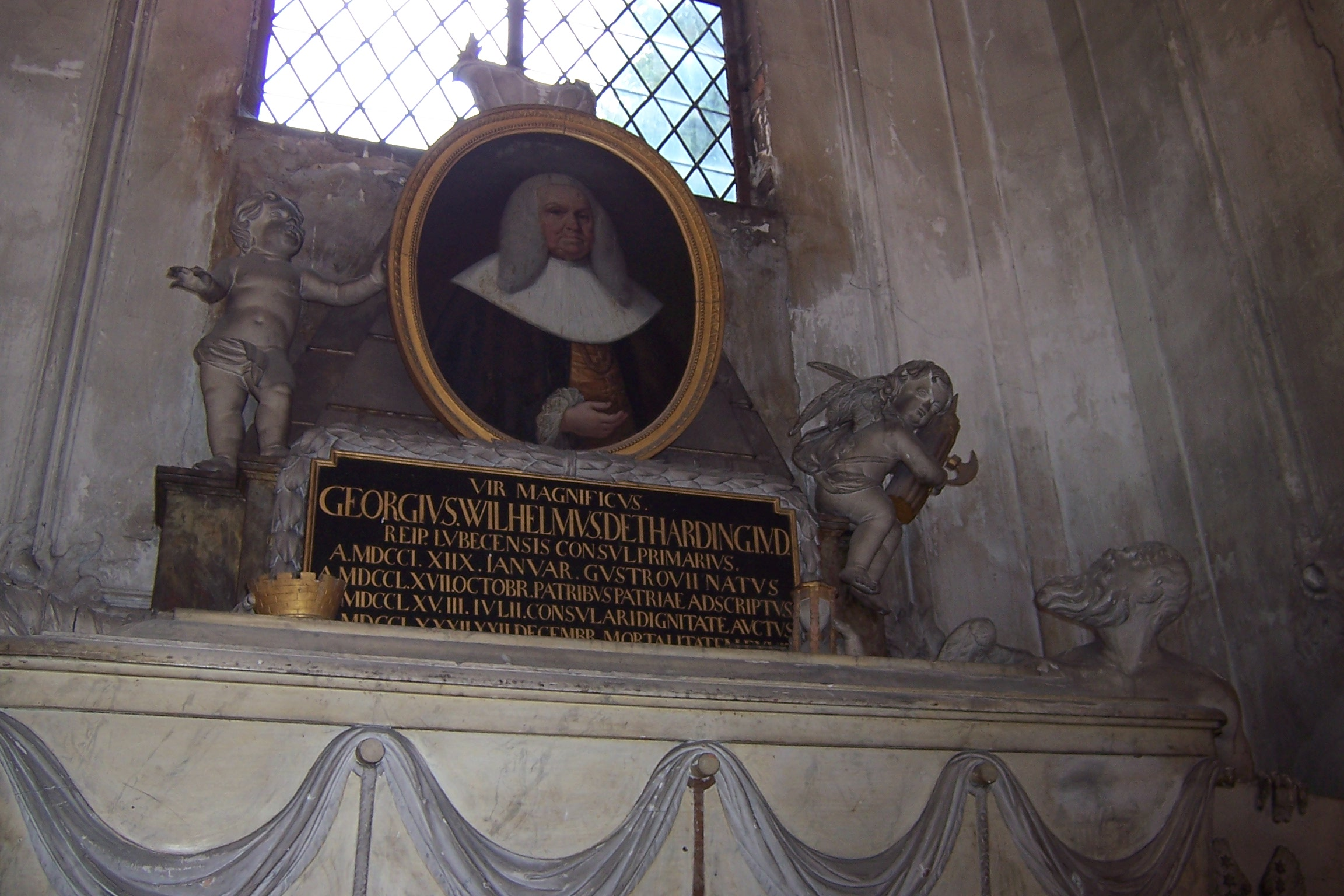
Sarkophag und Epitaph Dethardings in St. Katharinen

Detharding war einer der Söhne des Professors der Medizin an der Universität Rostock, Georg Detharding. Sein älterer Bruder Georg Christoph Detharding wurde ein bekannter deutscher Mediziner und Hochschullehrer an der Universität Bützow; er begründete eine mecklenburgische Dynastie von Medizinern. Der jüngere Bruder Georg August Detharding wurde als Rechtswissenschaftler Professor des Christianeum in Altona und Syndikus des Domkapitels am Lübecker Dom. Georg Wilhelm Detharding besuchte zunächst die Domschule Güstrow und studierte dann Rechtswissenschaften in Rostock, Leipzig und Halle (Saale). Anschließend suchte er erste praktische Erfahrungen am Reichskammergericht in Wetzlar. Nach der Promotion an der Universität Rostock wurde er zunächst dort Anwalt. 1735 siedelte er nach Lübeck über, betätigte sich zunächst wieder als Advokat und wurde 1750 in den Rat der Stadt erwählt. Als Gesandter vertrat er die Stadt in Missionen in Hannover, Schleswig und Rendsburg. Im Jahr 1765 wurde er im Rat zum Bürgermeister bestimmt. Als Bürgermeister begrüßte er im Jahr 1780 den von Spa über Travemünde nach Stockholm reisenden König Gustav III. von Schweden.
Detharding war Schwiegersohn des Lübecker Bürgermeisters Johann Adolph Krohn. Er wurde im 1761 errichteten letzten Kapellenanbau der Katharinenkirche, der Detharding-Kapelle im westlichen Joch des südlichen Seitenschiffs, bestattet. Am spätbarocken Sarkophag findet sich eine lateinische Inschrift.